# Wollaston Land
Ne doit pas être confondu avec Péninsule de Wollaston Foreland.
Wollaston Land ou Péninsule de Wollaston est une péninsule orientée vers l'ouest située au sud-ouest de l'île Victoria, au Canada. 

## Géographie
Wollaston Land est bordé par le détroit du Prince Albert au nord, le golfe d'Amundsen à l'ouest et le détroit de Dolphin et Union au sud. La majeure partie de la péninsule se trouve dans la région de Kitikmeot au Nunavut, mais une plus petite partie se trouve dans la région d'Inuvik dans les Territoires du Nord-Ouest. 
La péninsule mesure 225 km de long et entre 97 et 113 km de large. Son point le plus à l'ouest est le cap Baring. 

## Histoire
En 1826, sa côte sud est aperçue par John Richardson et Edward Nicholas Kendall et est nommée Wollaston Land, en l'honneur du chimiste anglais William Hyde Wollaston qui découvrit le palladium et le rhodium. En 1851, John Rae longe la plus grande partie de sa côte et prouve que Wollaston Land est en fait reliée à ce qu'on appelait alors Victoria Land à l'est.